# Filament (botànica)

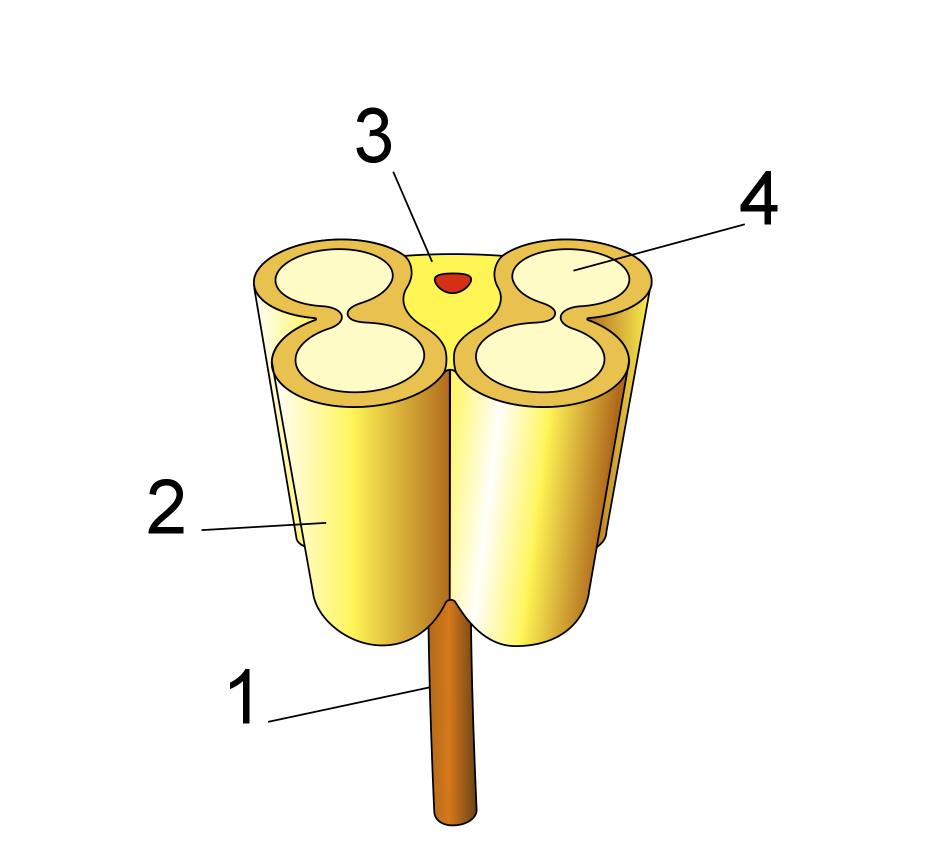
Diagrama d'una antera en secció transversal. 1: Filament; 2: Teca; 3: Connectiu (els vasos conductors estan en vermell); 4: Sac pol·línic (també anomenat esporangi).

Filament en botànica és la part basal estèril d'un estam, que generalment té forma filamentosa, que es troba per sota de l'antera i la sosté. Varia molt de forma i de mida, depenent de la família botànica: pot ser laminar, como en certes famílies primitives (p. ex. Degeneriaceae), estar dividit (p. ex., en certes espècies del gènere Allium) o presentar apèndixs de forma variable. El filament presenta un feix fibrovascular en tota la llargada, envoltat de parènquima i cobert per l'epidermis. Si manca o no es veu, es diu que l'antera és sèssil.